# Psicopatologia
La psicopatologia és una branca de la psicologia que estudia el patiment psíquic o els trastorns mentals i que intenta elaborar una teoria coherent. Es troba a cavall entre la psicologia, la medicina, la psiquiatria i de vegades la filosofia. Estudia els trastorns mentals tant des d'un vessant descriptiu (diagnòstic, classificació, simptomatologia) com des d'un vessant explicatiu (etiopatogènia o les causes del trastorn, factors de vulnerabilitat, models i teories). La paraula prové del grec antic psyché, ‘ànima, espèrit’ i patologia, ‘estudi de les malalties o trastorns’.
El problema és la definició de trastorn mental o malaltia psíquica, un concepte que des del començament de l'estudi científic ha estat controvertit. La «normalitat» i la condició psicopatològica no estan separades per una frontera precisa. L'ús metafòric del concepte malaltia física a trastorns mentals o de conducte pot conduir en error. Segons Thomas Szasz (1920-2012), el problema de la definició de les patologies de l'ànima rau en el fet que les malalties orgàniques són una desviació de normes físques, mentrestants les definicions d'afeccions psicopatològiques inclouen tambe desviacions de les normes o preferències socials i individuals.